# Knut Arild Hareide
Knut Arild Hareide (Bømlo, 23 de novembro de 1972) é um político norueguês, líder do Partido Democrata Cristão desde 2011.